# مقاطعة يتشين
مقاطعة يتشين (بالتشيكية: Okres Jičín)‏ هي مقاطعة (أوكريس) في إقليم هرادتس كرالوفه في جمهورية التشيك.
عاصمة هذه المقاطعة هي مدينة يتشين.

## اقرأ أيضاً
- مقاطعات جمهورية التشيك